# Burayda
Burayda (arabiska: بريدة), eller Buraidah, är en stad i centrala Saudiarabien, huvudstad i provinsen al-Qasim. Staden ligger omkring 320 kilometer nordväst om huvudstaden Riyadh, och hade 467 410 invånare vid folkräkningen 2010.
Burayda är en oasstad som tidigare var ett viktigt karavancenter, men har under senare åt blivit en betydande industristad med bland annat en stor farmaceutisk fabrik, livsmedelsindustri och produktion av klimatanläggningar, textilier, plastprodukter med mera. Här odlas även dadlar och spannmål. Staden har också en stor kamelmarknad.
I Burayda finns en stor fotbollsarena och omfattande parkanläggningar.